# Lianne La Havas
Lianne La Havas, właściwie Lianne Charlotte Barnes (ur. 23 sierpnia 1989 w Londynie) – brytyjska piosenkarka i autorka piosenek.

## Życiorys
Jest córką greckiego kierowcy autobusów i jamajskiej nauczycielki jazdy. Dorastała w Tooting i Streatham, gdzie mieszkała w domu dziadków po separacji rodziców. Zaczęła śpiewać w wieku siedmiu lat, wtedy także rozpoczęła naukę gry na keyboardzie, który dostała od ojca. Największy wpływ na jej późniejszą muzykę miały odmienne gusta muzyczne rodziców.
W wieku 11 lat napisała swoją pierwszą piosenkę, a jako osiemnastolatka nauczyła się grać na gitarze. Uczęszczała do Wyższej Szkoły Biznesu i Przedsiębiorczości dla Dziewcząt w Norbury w Croydon, gdzie planowała także rozpocząć kurs z podstaw sztuki, jednak zdecydowała się na porzucenie uczelni na rzecz poświęcenia się muzyce. Wtedy też zdecydowała się na przybranie pseudonimu La Havas, które nawiązywało do nazwiska jej ojca, Henry’ego Vlahavasa.

### Kariera muzyczna
W trakcie studiowania na szóstym roku w Croydon została przedstawiona kilku muzykom dzięki swojemu znajomemu, Allanowi Rose’owi, który uczęszczał do Brit School. Niedługo później nawiązała z nimi współpracę i nagrała swoje pierwsze dema, które następnie udostępniała w serwisie Myspace. W tym samym czasie Rose przedstawił ją Palomie Faith, która zaprosiła ją w charakterze chórzystki na swoją trasę koncertową. Niedługo później La Havas wystąpiła na festiwalu The Paris Parade u boku Christiana Pinchbecka, dzięki któremu rozpoczęła karierę w komercyjnej branży muzycznej.

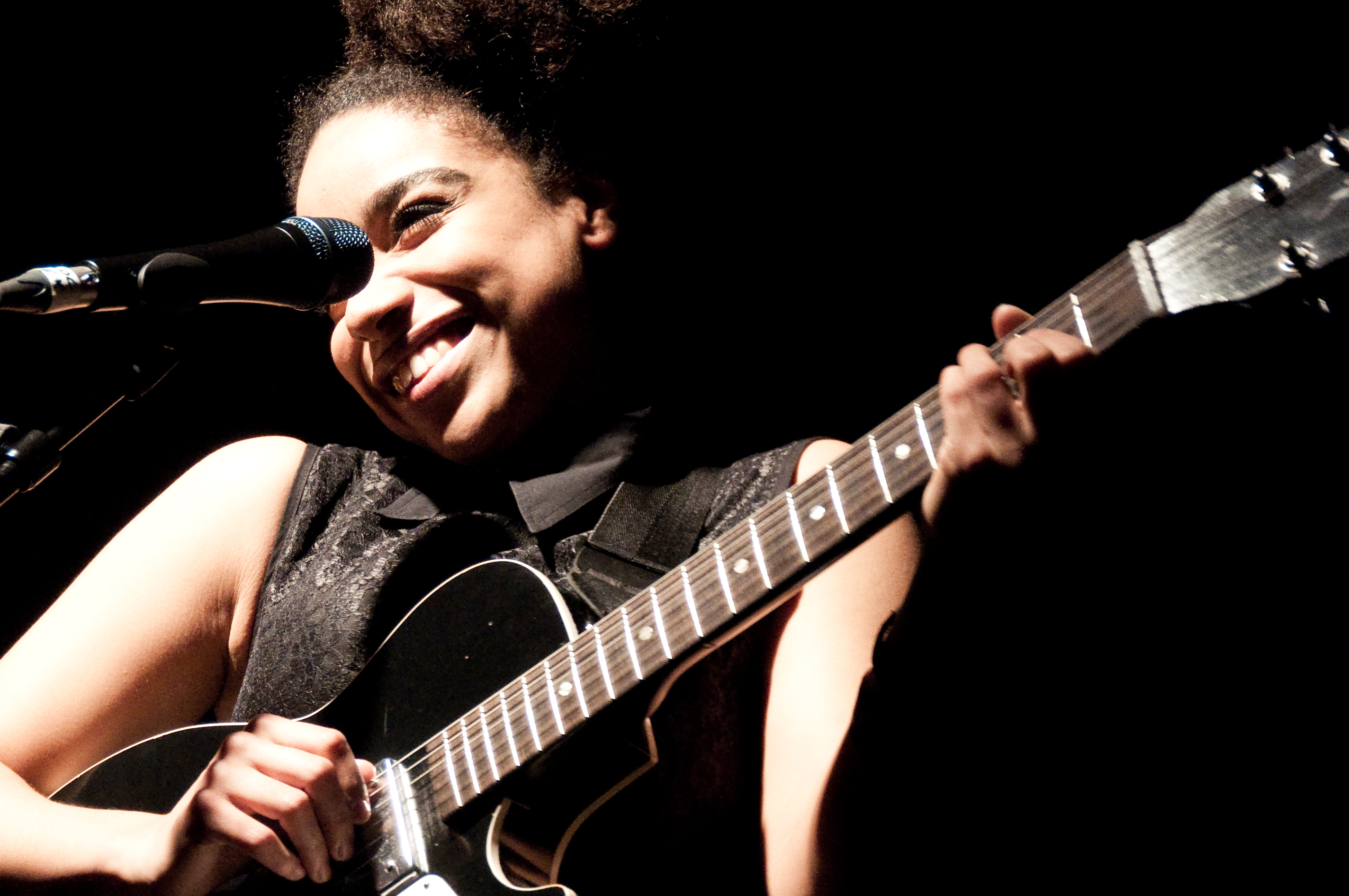
Lianne La Havas, 2012

W 2010 podpisała kontrakt płytowy z wytwórnią Warner Bros., pod której szyldem zaczęła tworzyć materiał na swój debiutancki album. W październiku 2011 wydała minialbum pt. Lost & Found, który został wydany pod szyldem wytwórni Labour of Lov i zawierał m.in. utwór „No Room for Doubt”, który La Havas nagrała w duecie z Willy Masonem. W tym samym miesiącu wydała koncertową EPkę pt. Live From LA. Wystąpiła jako gość muzyczny w talk-show Later… with Jools Holland; w trakcie programu potwierdzono, że wyruszy jako support w grudniową trasę koncertową z Bonem Iverem.

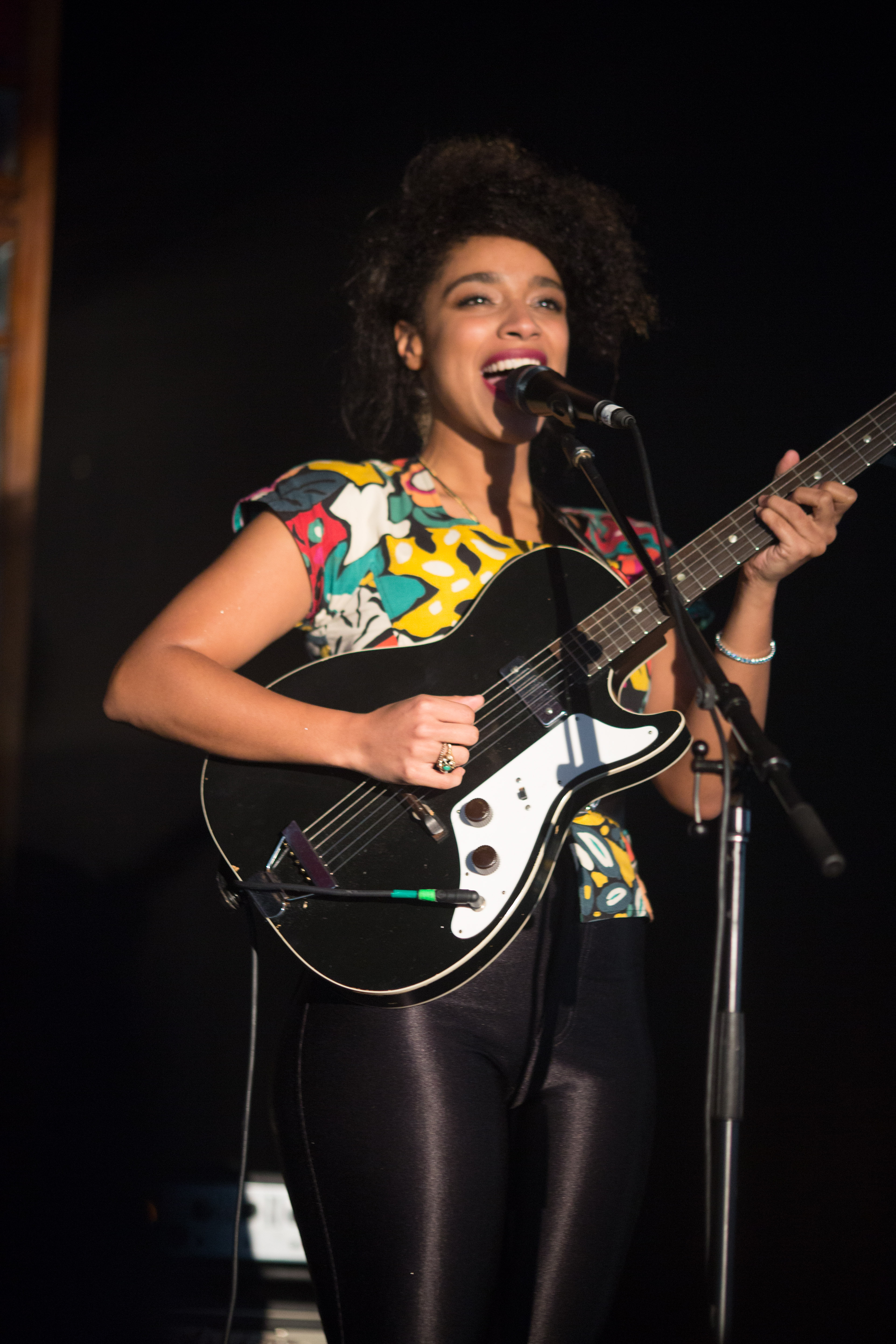
Lianne La Havas, 2013

W kwietniu 2012 opublikowała utwór „Lost & Found”, którym zapowiadała swój debiutancki album studyjny pt. Is Your Love Big Enough?, wydany 9 lipca 2012. Pod koniec września wystąpiła jako support Alicii Keys podczas festiwalu MTV ‘Crashes’ Manchester organizowanego w Manchester Cathedral i transmitowanego w 164 krajach. W grudniu otrzymała nominację do tytułu BBC’s Sound of 2012, a 31 grudnia wystąpiła podczas noworocznej imprezy Jools’ Annual Hootenanny Party przygotowywanej przez stację BBC Two, w trakcie której zaśpiewała utwór „Cow Cow Boogie”. Ponadto odebrała tytuł Albumu roku iTunes za debiutancką płytę. 9 czerwca 2013 zagrała na festiwalu RockNess w Inverness, następnie wystąpiła na Festiwalu Wyspy Wight i na Glastonbury.
Na początku 2014 Prince zagrał dla niej prywatny koncert w salonie jej mieszkania w Londynie. W tym samym roku pojawiła się gościnnie w utworze „Warm Foothills” umieszczonym na płycie zespołu Alt-J pt. This Is All Yours oraz w piosence „Eggshells” z płyty Matta „Aqualunga” Halesa pt. 10 Futures, jak też w czterech numerach („Clouds”, „Affirmation I&II”, „Affirmation III” i „Way Back Home”) z płyty Prince’a pt. Art Official Age. W listopadzie zaśpiewała z Prince’em podczas programu rozrywkowego Saturday Night Live.
Po zakończeniu trasy koncertowej związanej z promocją debiutanckiej płyty w 2015 wyjechała z matką na Jamajkę, gdzie zaczęła tworzy materiał na kolejny album. Większość utworów powstało dzięki inspiracji artystki dziedzictwem jej greckich i jamajskich przodków. Niedługo potem wystąpiła podczas koncertu dla swojej rodziny razem ze Stephenem McGregorem, który został współproducentem jej drugiej płyty. W kwietniu 2015 zaprezentowała pierwszy singiel z albumu – „Unstoppable”, który stworzyła we współpracy z Paulem Epworthem. W kwietniu zapowiedziała premierę płyty na 31 lipca 2015. Od maja do września odbywała europejską trasę koncertową, którą zakończyła we wrześniu. W międzyczasie opublikowała drugi utwór z płyty – „What You Don’t Do”, a także nagrała dwa utwory – „Needn’t Speak” i „Breath” na album zespołu Rudimental pt. We the Generation. Pod koniec lipca wydała drugi solowy album pt. Blood, który uzyskał pozytywne recenzje od krytyków. Na albumie znalazły się piosenki o „związkach oraz o uczuciu pewności, buncie czy rozwoju”. 17 listopada zagrała koncert w warszawskim Palladium.

## Dyskografia

### Albumy studyjne
- Is Your Love Big Enough? (2012)
- Blood (2015)
- Lianne La Havas (2020)

### Minialbumy (EP)
- Lost & Found (2011)
- Live From L.A. (2011)